# Temporada 2004 de las Grandes Ligas de Béisbol
La Temporada 2004 de las Grandes Ligas de Béisbol comenzó el 4 de abril de 2004 y finalizó cuando Boston Red Sox derrotó a St. Louis Cardinals en una barrida en la Serie Mundial en cuatro juegos.
El traslado de la franquicia Montreal Expos se anunció el 29 de septiembre de 2004. Los Expos jugarían su temporada número 36 y última en 2004 antes de convertirse en Washington Nationals a partir de la temporada 2005.
También tuvo la apertura de dos nuevos estadios: Petco Park para San Diego Padres y el Citizens Bank Park para Philadelphia Phillies
Esta temporada fue particularmente notable ya que con el campeonato de los Medias Rojas rompió el mito popular de 86 años conocido como la Maldición del Bambino. Los Medias Rojas también fueron el primer equipo en la historia de la MLB y el tercer equipo de una importante liga de deportes profesionales de América del Norte en ganar una serie de postemporada luego de estar abajo 3-0 en el campeonato de la Liga Americana contra los New York Yankees.
La asistencia de espectadores registró un incremento del 7,3% respecto al año anterior, con un total de 73.022.969 asistencia pagada en la temporada regular.

## Temporada Regular
Liga Americana

| División Este        | División Este | División Este | División Este | División Este | División Este | División Este |
| Equipo               | V             | D             | CTE           | JD            | LOCAL         | VISITA        |
| -------------------- | ------------- | ------------- | ------------- | ------------- | ------------- | ------------- |
| New York Yankees (1) | 101           | 61            | 0.623         | —             | 57–24         | 44–37         |
| Boston Red Sox (4)   | 98            | 64            | 0.605         | 3             | 55–26         | 43–38         |
| Baltimore Orioles    | 78            | 84            | 0.481         | 23            | 38–43         | 40–41         |
| Tampa Bay Rays       | 70            | 91            | 0.435         | 30½           | 41–39         | 29–52         |
| Toronto Blue Jays    | 67            | 94            | 0.416         | 33½           | 40–41         | 27–53         |

| División Central    | División Central | División Central | División Central | División Central | División Central | División Central |
| Equipo              | V                | D                | CTE              | JD               | LOCAL            | VISITA           |
| ------------------- | ---------------- | ---------------- | ---------------- | ---------------- | ---------------- | ---------------- |
| Minnesota Twins (3) | 92               | 70               | 0.568            | —                | 49–32            | 43–38            |
| Chicago White Sox   | 83               | 79               | 0.512            | 9                | 46–35            | 37–44            |
| Cleveland Indians   | 80               | 82               | 0.494            | 12               | 44–37            | 36–45            |
| Detroit Tigers      | 72               | 90               | 0.444            | 20               | 38–43            | 34–47            |
| Kansas City Royals  | 58               | 104              | 0.358            | 34               | 33–47            | 25–57            |

| División Oeste     | División Oeste | División Oeste | División Oeste | División Oeste | División Oeste | División Oeste |
| Equipo             | V              | D              | CTE            | JD             | LOCAL          | VISITA         |
| ------------------ | -------------- | -------------- | -------------- | -------------- | -------------- | -------------- |
| Anaheim Angels (2) | 92             | 70             | 0.568          | —              | 45–36          | 47–34          |
| Oakland Athletics  | 91             | 71             | 0.562          | 1              | 52–29          | 39–42          |
| Texas Rangers      | 89             | 73             | 0.549          | 3              | 51–30          | 38–43          |
| Seattle Mariners   | 63             | 99             | 0.389          | 29             | 38–44          | 25–55          |

Liga Nacional  
| División Este         | División Este | División Este | División Este | División Este | División Este | División Este |
| Equipo                | V             | D             | CTE           | JD            | LOCAL         | VISITA        |
| --------------------- | ------------- | ------------- | ------------- | ------------- | ------------- | ------------- |
| Atlanta Braves (2)    | 96            | 66            | 0.593         | —             | 49–32         | 47–34         |
| Philadelphia Phillies | 86            | 76            | 0.531         | 10            | 42–39         | 44–37         |
| Florida Marlins       | 83            | 79            | 0.512         | 13            | 42–38         | 41–41         |
| New York Mets         | 71            | 91            | 0.438         | 25            | 38–43         | 33–48         |
| Montreal Expos        | 67            | 95            | 0.414         | 29            | 35–45         | 32–50         |

| División Central        | División Central | División Central | División Central | División Central | División Central | División Central |
| Equipo                  | V                | D                | CTE              | JD               | LOCAL            | VISITA           |
| ----------------------- | ---------------- | ---------------- | ---------------- | ---------------- | ---------------- | ---------------- |
| St. Louis Cardinals (1) | 105              | 57               | 0.648            | —                | 53–28            | 52–29            |
| Houston Astros (4)      | 92               | 70               | 0.568            | 13               | 48–33            | 44–37            |
| Chicago Cubs            | 89               | 73               | 0.549            | 16               | 45–37            | 44–36            |
| Cincinnati Reds         | 76               | 86               | 0.469            | 29               | 40–41            | 36–45            |
| Pittsburgh Pirates      | 72               | 89               | 0.447            | 32½              | 39–41            | 33–48            |
| Milwaukee Brewers       | 67               | 94               | 0.416            | 37½              | 36–45            | 31–49            |

| División Oeste          | División Oeste | División Oeste | División Oeste | División Oeste | División Oeste | División Oeste |
| Equipo                  | V              | D              | CTE            | JD             | LOCAL          | VISITA         |
| ----------------------- | -------------- | -------------- | -------------- | -------------- | -------------- | -------------- |
| Los Angeles Dodgers (3) | 93             | 69             | 0.574          | —              | 49–32          | 44–37          |
| San Francisco Giants    | 91             | 71             | 0.562          | 2              | 47–35          | 44–36          |
| San Diego Padres        | 87             | 75             | 0.537          | 6              | 42–39          | 45–36          |
| Colorado Rockies        | 68             | 94             | 0.420          | 25             | 38–43          | 30–51          |
| Arizona Diamondbacks    | 51             | 111            | 0.315          | 42             | 29–52          | 22–59          |

## Postemporada
|  | Serie Divisional | Serie Divisional    | Serie Divisional    |   |                | Campeonato de la Liga | Campeonato de la Liga | Campeonato de la Liga |  |  | Serie Mundial | Serie Mundial  | Serie Mundial |
|  |                  |                     |                     |   |                |                       |                       |                       |  |  |               |                |               |
|  | 1                | New York Yankees    | 3                   |   |                |                       |                       |                       |  |  |               |                |               |
|  | 3                | Minnesota Twins     | 1                   |   |                |                       |                       |                       |  |  |               |                |               |
|  | 3                | Minnesota Twins     | 1                   |   | 1              | New York Yankees      | 3                     |                       |  |  |               |                |               |
|  | Liga Americana   |                     |                     |   | 1              | New York Yankees      | 3                     |                       |  |  |               |                |               |
|  |                  | 4                   | Boston Red Sox      | 4 |                |                       |                       |                       |  |  |               |                |               |
|  | 2                | 4                   | Boston Red Sox      | 4 | Anaheim Angels | 0                     |                       |                       |  |  |               |                |               |
|  | 2                |                     |                     |   | Anaheim Angels | 0                     |                       |                       |  |  |               |                |               |
|  | 4                | Boston Red Sox      | 3                   |   |                |                       |                       |                       |  |  |               |                |               |
|  |                  |                     |                     |   |                |                       |                       |                       |  |  | AL4           | Boston Red Sox | 4             |
|  |                  | NL1                 | St. Louis Cardinals | 0 |                |                       |                       |                       |  |  |               |                |               |
|  | 1                | St. Louis Cardinals | 3                   |   |                |                       |                       |                       |  |  |               |                |               |
|  | 3                | Los Angeles Dodgers | 1                   |   |                |                       |                       |                       |  |  |               |                |               |
|  | 3                | Los Angeles Dodgers | 1                   |   | 1              | St. Louis Cardinals   | 4                     |                       |  |  |               |                |               |
|  | Liga Nacional    |                     |                     |   | 1              | St. Louis Cardinals   | 4                     |                       |  |  |               |                |               |
|  |                  | 4                   | Houston Astros      | 3 |                |                       |                       |                       |  |  |               |                |               |
|  | 2                | 4                   | Houston Astros      | 3 | Atlanta Braves | 2                     |                       |                       |  |  |               |                |               |
|  | 2                |                     |                     |   | Atlanta Braves | 2                     |                       |                       |  |  |               |                |               |
|  | 4                | Houston Astros      | 3                   |   |                |                       |                       |                       |  |  |               |                |               |

|                                     |
| Campeón Boston Red Sox Sexto Título |

## Líderes de la liga

### Liga Americana
Líderes de Bateo 
| Categoría           | Jugador           | Equipo | Marca |
| ------------------- | ----------------- | ------ | ----- |
| Porcentaje de bateo | Ichiro Suzuki     | SEA    | .372  |
| Cuadrangulares      | Manny Ramirez     | BOS    | 43    |
| Carreras Impulsadas | Miguel Tejada     | BAL    | 150   |
| Carreras Anotadas   | Vladimir Guerrero | LAA    | 124   |
| Hits                | Ichiro Suzuki     | SEA    | 262   |
| Robo de Bases       | Carl Crawford     | TB     | 59    |

Líderes de Pitcheo 
| Categoría         | Jugador        | Equipo | Marca |
| ----------------- | -------------- | ------ | ----- |
| Victorias         | Kurt Schilling | BOS    | 21    |
| Derrotas          | Darrel May     | KCR    | 19    |
| ERA               | Johan Santana  | MIN    | 2.61  |
| Ponches           | Johan Santana  | MIN    | 265   |
| Entradas Lanzadas | Mark Buehrle   | CHW    | 245.1 |
| Juegos salvados   | Mariano Rivera | NYY    | 53    |

### Liga Nacional
Líderes de Bateo 
| Categoría           | Jugador         | Equipo | Marca |
| ------------------- | --------------- | ------ | ----- |
| Porcentaje de bateo | Barry Bonds     | SFG    | .362  |
| Cuadrangulares      | Adrian Beltre   | LAD    | 48    |
| Carreras Impulsadas | Vinny Castilla  | PHI    | 131   |
| Carreras Anotadas   | Albert Pujols   | STL    | 133   |
| Hits                | Juan Pierre     | FLA    | 221   |
| Robo de Bases       | Scott Podsednik | MIL    | 70    |

Líderes de Pitcheo 
| Categoría         | Jugador                            | Equipo  | Marca |
| ----------------- | ---------------------------------- | ------- | ----- |
| Victorias         | Roy Oswalt                         | HOU     | 20    |
| Derrotas          | Brandon Webb                       | ARI     | 16    |
| ERA               | Jake Peavey                        | SDP     | 2.27  |
| Ponches           | Randy Johnson                      | ARI     | 290   |
| Entradas Lanzadas | Livan Hernández                    | MON     | 255   |
| Juegos salvados   | Armando Benítez Jason Isringhausen | FLA STL | 47    |